# استان سیم ریپ
استان سیم ریپ (به لاتین: Siem Reap Province) یک منطقهٔ مسکونی در کامبوج است که در کامبوج واقع شده‌است. استان سیم ریپ ۱۰٬۲۹۹ کیلومتر مربع مساحت دارد.